# Ruta Destroy

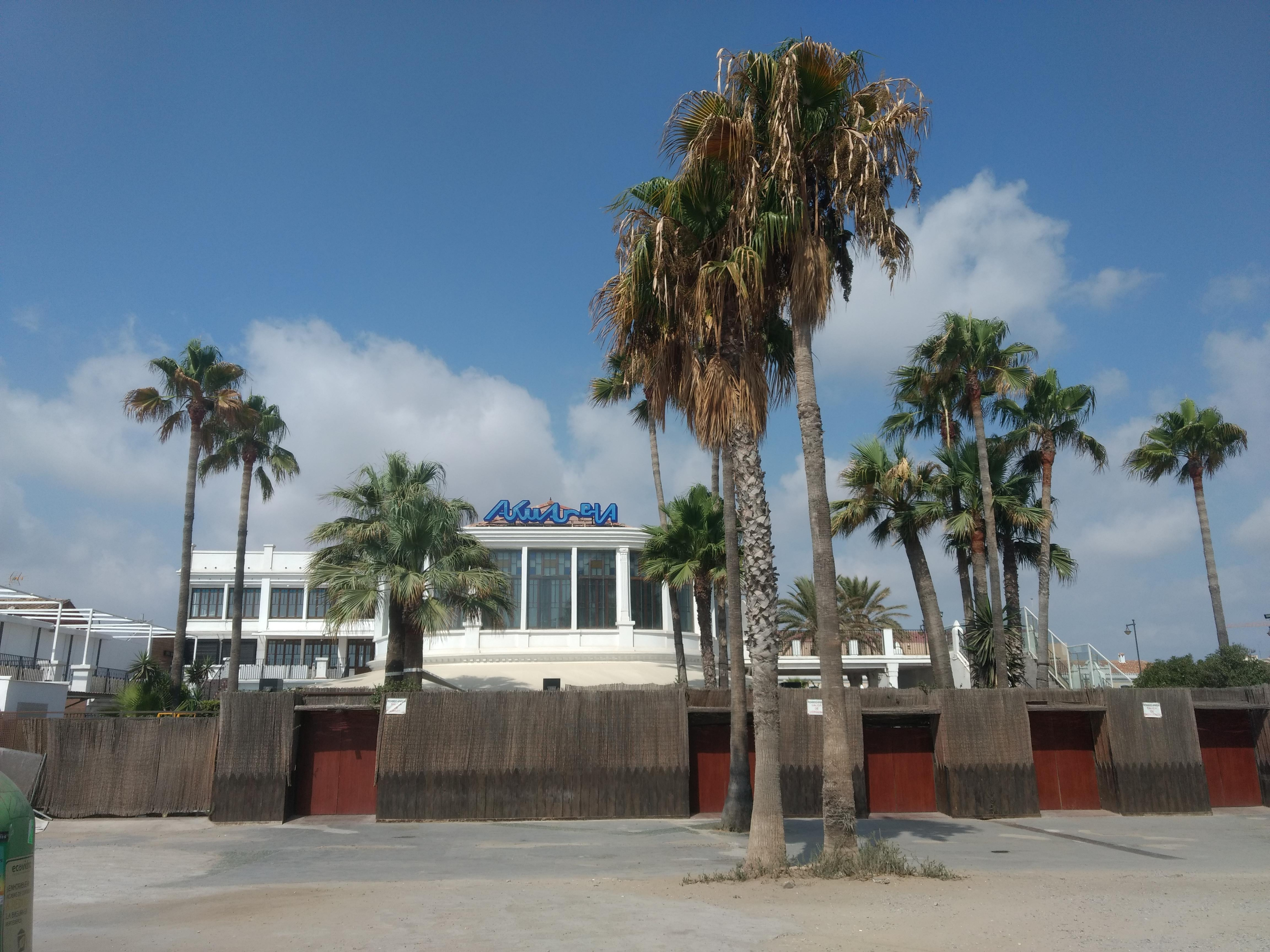
Discoteca Akuarela, antigua ACTV, en la Playa de la Malvarrosa (Valencia).

La llamada Ruta Destroy (o Ruta del Bakalao,  como se la conoció más mediáticamente) fue heredera directa de la «movida valenciana» y consistió en el mayor movimiento clubbing de España. Inició en ciertos aspectos el movimiento clubbing en el país, y tuvo consecuencias a largo plazo sobre la forma de ocio nocturno en España.
Consistía en una forma de ocio nocturno de miles de jóvenes entre las discotecas del área metropolitana de Valencia, sobre todo en la carretera de El Saler (CV-500), de entre las cuales destacaron salas como Barraca, Spook Factory, Chocolate, Espiral, NOD, Puzzle y ACTV, cada fin de semana, y sin apenas descanso, durante la década de 1980 y la primera mitad de los años 90.

## Principales causas
La Ruta Destroy se enmarca en el contexto de un país recién salido de una transición democrática tras la época franquista, que en otros ámbitos de la cultura tuvo consecuencias como el cine del destape. La legislación española, en todo lo tocante al ocio nocturno, era aún muy inmadura debido al legado del franquismo y estaba llena de vacíos legales, que aprovecharon los empresarios de estas discotecas. A esto se unió la menor preocupación e información sobre las drogas que había en el país.

## Origen
La semilla de la Ruta Destroy no tiene una fecha de origen claro. La década de los 80 estuvo marcada por la expansión de "la movida" por toda España, especialmente la movida madrileña, la de mayor repercusión mediática y claramente marcada por el pop-rock español. A finales de esta década comenzó el fenómeno de los club entre varios establecimientos de ocio entre Cullera (Valencia) y Valencia comenzaba la particular «movida valenciana». En la transición entre los 80 y 90, el consumo de drogas, el VIH y ciertos cambios en la industria discográfica obligaron a la prensa e industria a poner atención a un fenómeno que había pasado desapercibido en Valencia, en el que había proliferado el consumo de música local no solo de la Comunidad Valenciana, sino de diferentes partes de España.
La «movida valenciana» actuó como potente catalizador para que una ingente cantidad de grupos extranjeros, principal e inicialmente británicos, se dieran a conocer en toda España a través de Valencia, desde donde dieron su primer paso en la península para después dar el salto al resto del país.
También acabó derivando en el culto a las discotecas, introduciendo en España una música de baile basada en sonidos de importación que asiduamente traían los pinchadiscos, valencianos o no, desde Londres, Mánchester y otras ciudades europeas. Esto derivó en la posteriormente llamada Ruta Destroy. El término «movida valenciana», de hecho, se ha extendido hasta incluir a la movida discotequera de la Ruta Destroy.[cita requerida]
A finales de la década de 1970, en plena transición española y durante la era post-punk y new romantic (la llamada era new wave), la ciudad de Valencia empezó a modificar su creación musical y cultural. Empezaron a aparecer grupos musicales autóctonos con una marcada tendencia vanguardista y de una manera menos mediática que en Madrid. Se dice que mientras en Madrid los iniciadores del movimiento fueron Kaka de Luxe y Burning, en Valencia lo fueron, en 1979, La Banda de Gaal y seguidamente La Morgue.[cita requerida] Grupos como Seguridad Social, Vídeo, Glamour, Comité Cisne, Betty Troupe, In Fraganti, La Morgue e Interterror lideraban una legión de artistas valencianos que apostaban por los nuevos sonidos llegados directamente del Reino Unido y de Alemania, y empezaban a poner de moda la imagen del post-modernismo de principios de los años 1980, con looks elegantes, sofisticados y estridentes, heredados y evolucionados de la era punk. En esa época, un local sobresalió entre todos por su amalgama cultural, Pyjamarama, pero hubo otros, como Bowie, Gasolinera, Tropical (que años más tarde se conocería como ACTV), Vídeo, Estandarte y Planta Baja.
Asimismo, debido a esta apertura en Valencia a sonidos no tan convencionales, muchos grupos extranjeros se introducían en España a través de Valencia, como el caso de Soft Cell. La gente empezó a interesarse cada vez más por estos sonidos de synth pop, new wave, rock gótico, etc., en su mayoría procedentes del Reino Unido, en una época con gran influencia de la canción ligera y de cantautor. En aquel momento, sin embargo, aún no había ninguna discoteca que realmente pinchase esa clase de sonidos. Dichos sonidos no iban ligados a la música de baile, que todavía estaba basada casi exclusivamente en música afroamericana (funk, los inicios del house, entre otras) y sonidos disco europeos como el italo disco, y por ello, todavía no se entendían como tal, por lo cual aún estaban relegados a las salas de conciertos y los bares de copas. Seguían existiendo exclusivamente las boîtes y salas de fiesta setenteras, tapizadas y llenas de espejos.
Fue a raíz de abrirse una sala llamada Oggi, auspiciada por el principal precursor y gurú de la movida discotequera, Juan Santamaría, cuando esos sonidos, y toda clase de rarezas electrónicas y guitarreras, eran pinchados para un público todavía muy selecto y con grandes inquietudes musicales y culturales. La sala no tardó en decaer por una serie de problemas, algunos de ellos relacionados con la heroína. Más adelante, la misma gente responsable de la sala Oggi se trasladó a la sala Metrópolis en un intento de agrupar a todas las tribus urbanas de Valencia (rockers, mods seguidores del garage rock o del ska y otros sonidos con marcada influencia sesentera, new romantic, punks, góticos, etc), tribus que por aquel entonces y durante todos los años 1980 fueron muy prolíficas. Esto no estuvo exento de problemas, ya que muchas de estas tribus urbanas rivalizaban entre sí, como los rockers y los mods. Hasta que la fiesta se trasladó a una sala llamada Barraca, en la zona de Las Palmeras de Sueca (Valencia).

## Evolución y etapa dorada (1982-1990)

### Barraca
La discoteca Barraca, ya veterana por aquel entonces, ya había destacado en los últimos años 1970 por querer diferenciarse de alguna forma del resto de salas estilo fiebre del sábado noche. Alrededor de 1980, Juan Santamaría recaló en esta sala para imprimirle su particular estilo tan ecléctico. En 1982 le sustituyó en cabina Carlos Simó, pinchadiscos muy influenciado por Santamaría, e imprimiéndole al estilo musical de la sala un énfasis aún mayor en la llamada «música blanca», o música de raíces blancas. Por lo tanto, a partir de entonces, aunque el eclecticismo era la nota dominante en las sesiones de Barraca, prácticamente desaparecieron otros sonidos como el blues, el rhythm and blues o y el jazz, que también tenían cabida con anterioridad junto con el habitual rock, pop y los sonidos de vanguardia, escuchándose «música blanca» que incluía a formaciones tan dispares como unos todavía desconocidos para el gran público, y todavía alternativos, Depeche Mode, U2 y The Cure; también gente como los influyentes The Smiths, Joy Division, herederos directos del punk como The Stranglers, The Clash (después Big Audio Dynamite), The Fall, Sigue Sigue Sputnik, Generation X y su integrante Billy Idol, Public Image Limited (PIL) y su integrante Jah Wobble, y los The B-52s; grupos de synth pop como A Flock of Seagulls, Visage y Ultravox, de pop-rock como Immaculate Fools, The Psychedelic Furs, The Fountainhead, B-Movie, Simple Minds, The Pretenders, A Popular History Of Signs, e incluso bandas australianas de garage rock como Screaming Tribesmen, Hoodoo Gurus, Lime Spiders y grupos de rockabilly como los Stray Cats, y tantos y tantos otros, en lo que fue un excelente combinado musical de música eminentemente indie de primera mitad de los 1980 y finales de los 1970, sin el ritmo pegadizo de la música negra, pero con más frescura que esta. La magia que irradiaba esta sala se contagió a todos los noctámbulos y tribus urbanas que la frecuentaban, reinando el buen ambiente y el espíritu cordial.
La empatía entre la gente hizo que el ambiente que se respiraba fuera único, a diferencia de las salas convencionales, donde el factor sexual era el dominante, por encima del musical y el de la diversión por puro placer, también llamado hedonismo, y acarreaba problemas entre clientes. Un hecho destacable en Barraca fue la importancia del plano teatral dentro de las mismas sesiones, aparte de los conciertos que también se daban en la sala. Y es que en esta etapa, las performances y las actuaciones teatrales de todo tipo eran un hecho habitual, hecho por el cual la sala pasó a ser un lugar de reunión de artistas y gente de mentalidad inquieta que creaba una cultura alternativa y diferente. Esto propició la atracción hacia esta sala de muchos personajes destacados en el panorama cultural, musical y social de la época en España, y debido también a su talante excepcionalmente tolerante para aquellos años, que atraía a la gente que huía de la vulgaridad que se respiraba en la mayoría de salas convencionales, y a su ambiente colorista, kitsch y estrambótico, donde incluso el maquillaje estaba bien visto en los varones heterosexuales, dado que el movimiento neo-romántico tuvo mucha influencia en Valencia, fue lo que la diferenció del resto. No en vano, se dice que era todo un espectáculo ver cómo vestía la gente habitual de Barraca, ya que por entonces muchos consideraban un ritual el hecho de vestirse para la fiesta.
Además, Barraca fue una de las primeras salas españolas donde hicieron aparición las drag-queens, como la famosa Faraona. Otros aspectos a destacar de esta sala fueron su pista giratoria, su piscina, donde la gente se bañaba de forma desinhibida, los caballos de tío-vivo, que se convirtieron en marca de la casa, y su terraza. Sus principales sesiones fueron las de sábado noche y domingo tarde-noche. Fue tal la importancia de Barraca en el amanecer de esta época, que al «sonido Valencia» se le denominaba por los propios valencianos, alrededor del año 1986, como «música barraquera».

### Chocolate (discoteca)
Poco después del comienzo de esta nueva y exitosa etapa en Barraca, apareció en escena otra discoteca, situada apenas a 200 metros de la primera. Se trataba de Chocolate. Los responsables de esta discoteca, anteriormente dedicada a sonidos funky y que se venía llamando Chocolate Cream, y aún antes, nave donde se almacenaba arroz, no quisieron dejar pasar la oportunidad de atraer a este público tolerante, abierto y tremendamente hedonista. Pero, en contraposición al colorismo de Barraca, Chocolate apostó por sonidos más oscuros y góticos, siguiendo una línea de eclecticismo musical. Su ambientación iba a la par con la música, ya que, a diferencia de Barraca, era una sala con una iluminación mucho más tenue en la pista de baile. Toni Vidal, más conocido como Toni El Gitano, fue su principal responsable musical esos primeros años, el cual pinchaba a gente como Bauhaus, Sisters of Mercy, Art of Noise, Throbbing Gristle, 400 Blows, Cabaret Voltaire, 1000 Mexicans, Anne Clark, The Lords of the New Church, Snowy Red, Shriekback, Attrition, Alien Sex Fiend, Minimal Compact, Trisomie 21 y muchas otras rarezas de corte mayoritariamente siniestro y oscuro, tanto en temas de guitarra como en temas electrónicos (en muchos casos electrónica y rock experimentales), aunque no faltaron sonidos más rabiosos como el punk de los Ramones y el garage rock y psychobilly (mezcla de rockabilly y música gótica) de The Cramps y de The Meteors y otros grupos similares con mucho guitarreo post-punk como The Fall o The Fuzztones. En definitiva se trató durante varios años de la principal sala de psicodelia y de música oscura de la región, donde Toni Vidal pinchaba entre otras cosas temas muy avanzados que experimentaban con la mezcla del rock y la electrónica.
También se programaron conciertos en esta discoteca. Pero una peculiaridad fue que al principio dichos conciertos se programaban al hacerse de día, a las 7 de la mañana, lo cual suponía un colofón a la sesión previa, y algo totalmente inédito. Toni Vidal también se encargó de otra sala de gran importancia a mitad de los 1980: Isla. Tras unos años en cabina, Toni Vidal fue sustituido por José Conca en 1986 mientras que Toni Vidal empezó a pinchar en otra sala de Ribarroja del Turia (Valencia) llamada Bravatta, la cual años más tarde fue conocida como Don Julio / NOD. José Conca no tenía la peculiar visión musical de Toni Vidal, pero a cambio fue quien llevó a Chocolate la técnica depurada que había implantado Fran Lenaers en Spook y que estaba causando furor, hecho que hizo que Chocolate viviera una segunda etapa dorada a finales de los años 1980. Además, esta sala sirvió de continuación de la fiesta para muchos barraqueros, ya que cerraba unas horas más tarde que Barraca. En cualquier caso, también se ganó a su propio público devoto, gente amante del cuero y el color negro. Chocolate se convirtió en el templo de la movida gótica que inundó Valencia y que fue importada directamente desde el Reino Unido por la gente que estaba relacionada con esta movida. Durante sus primeros años su fachada estuvo decorada en honor a su nombre, de color marrón oscuro y chorretones cayendo de la parte superior.
También cabe mencionar la aparición de pequeños clubs after-hours durante esta época (el término anglosajón after-hours en realidad no empezó a usarse hasta bien entrados los 1990). Fueron con toda probabilidad los primeros en España, para que todo este tipo de gente pudiera continuar con la fiesta, como la sala Looping, en la ciudad de Valencia, donde pinchó gente como el propio José Conca antes de pasar a ser pinchadiscos de Chocolate, y Canteret, en Cullera, muy cerca de las salas Barraca y Chocolate. La sala Looping era una boîte llena de espejos y decoración recargada, una zona de sofás, y de un tamaño medio pero con techos muy bajos, donde se reunía la flor y nata de la época tras haber cerrado los principales locales. Por las noches estaba dirigida hacia un público maduro con música de baile agarrado, pero en sus nuevas sesiones after-hours cambiaba totalmente de tipo de público y música. Estas discotecas after-hours acabaron sucumbiendo debido al progresivo alargamiento de los horarios de cierre de las salas más grandes, y especialmente por la aparición de la discoteca Spook Factory, de la cual se habla a continuación.
El último gran año de la catedral fue 1998, de nuevo de la mano en cabina del maestro Jose Conca, nadie pensaría que serían sus últimos años a los mandos de la cabina de Chocolate, pero por desgracia la dirección de Chocolate decidió prescindir de sus servicios.

### Dream’s Village
Dream's Village estaba en Pinedo y la demolieron en 2019 ya siendo The Face abandonada. Aunque su aspecto de hoy la haga parecer un espectro fantasmal y deteriorado, en los ochenta Dream's lo fue todo. Fue la discoteca de verano por excelencia y sin competidores relevantes.
Su fachada y estructura de influencia abiertamente ibicenca, blanca y mediterránea junto al mar y salpicada por las olas, su piscina, las palmeras y terrazas a diferentes alturas, una música comercial a la última, la posibilidad de comer a altas horas de la madrugada y de contemplar la salida del sol, eran algunos de los atractivos que la hacían diferente y deseada.
La decoró en 1981 Nacho Moscardó como 'boite' para un empresario francés que no acertó con el ambiente y se la quedaron al poco tiempo dos expertos en la noche, Chimo Prats y Pepe Pitarch, que ya tenían La Bounty y posteriormente inaugurarían Jardines del Real, Blue Moon y Murano entre otros negocios hosteleros. Su hombre de confianza era y es el bien conocido Juan Martínez.
La pusieron en manos de Adolfo Rincón de Arellano, conocido como Fito Fan y este, junto a Pepe Luna, empresario hostelero y personaje muy conocido de Valencia, le dieron la vuelta, atrayéndose principalmente a la clientela de Distrito 10, Cánovas y Metrópolis, que acudían para rematar la noche. En poco tiempo borraron del mapa a las discotecas de invierno que hasta entonces eran dueñas también de las calurosas noches del verano en la ciudad. La cabina estuvo dominada mucho tiempo, sobre todo, por el hoy periodista y popular gastrónomo Paco Alonso y por José Aparicio, que entendieron a la perfección lo que llevaban entre manos, programando la mejor música dentro de los cánones comerciales para llenar las pistas. Varo Vedri se unió a posteriori aportando el mejor funky de importación inglés y americano de la época y pinchó con mucho éxito en Dream’s.
Cuando Fito Fan se fue por discrepancias con la empresa, llegó Rafa Villar, un joven abogado con vocación nocturna procedente de Distrito 10 que, tras un bache, la volvió a regenerar.
Los relaciones públicas jugaron un papel decisivo para acostumbrar a su gente a salir de Valencia y desplazarse hasta Dream's por el Camino Viejo del Saler o la autopista.
Los hoy empresarios Miguel de Vicente y Paco España, el pintor e interiorista Nacho Murillo, los arquitectos, Pepe Nohales y Pablo Rodríguez, profesor en la UPV, Javi Cantó, hermano del famoso Toni, Nuria Navarro, Magda Martí, Alejandro Cerdá, Joserra Castañeda, Dina de Santiago, Ramón y Javi Vela fueron algunos de los jovencísimos responsables de provocar ese flujo constante de público de madrugada a lo largo de varias temporadas y conseguir mantener la popularidad de la discoteca. ¿Y quién no recuerda al frente de la seguridad al militar Javier Mompó y a su hermana María José en la puerta?
Las noches de Dream's Village eran muy especiales y diferentes. A primera hora la discoteca se llenaba con las bodas de los pueblos cercanos. Como reclamo se les invitaba a cava barato y cubrían esa primeriza franja horaria hasta que a partir de las tres de la madrugada, los relaciones públicas se las ingeniaban para que novios y séquitos desaparecieran y así dar paso a su público cañero que ya llegaba calentito de la ruta urbana.
En Dream's se juntaba la noche con el día y además se ligaba, objetivo descarado o discreto para una mayoría, que tras una agotadora noche de caza, esperaba esa última oportunidad sin muchas pretensiones.
La animación no admitía tregua. Había fiestas de continuo, desfiles de moda, como el tan esperado de Alfredo Esteve, actuaciones en las terrazas desde donde, con luna llena, se contemplaba una vista preciosa del Mediterráneo y se hacían locuras divertidas y sin malicia como tirar a gente a la piscina o guisar paellas o mariscadas a altas horas de la madrugada.
Para los irreductibles, el paso siguiente a Dream's era la vecina Spook Factory, de marcado ambiente 'destroy' y público bien diferenciado, al igual que el bar El Torero, pero ¿quién iba a poner pegas a esas horas?
Dream's Village entró en los años 90 seriamente dañada. La oferta se multiplicó y los controles de alcoholemia le dieron finalmente la puntilla. En el 92 resucitó como The Face con otros dueños y enfoque y aguantó bien varios años. Hoy no existe.

### Spook Factory
En 1984 hizo aparición en la escena valenciana otra sala mítica. Anteriormente llamada San Francisco, y dedicada a gente más convencional, es decir, a pijos y niños pera, como por entonces se denominaban, Spook Factory hizo acto de presencia en la historia de la noche valenciana y española. Esta sala ubicada en la pedanía valenciana de Pinedo, estaba situada mucho más cerca de la ciudad, y además en la misma carretera, por lo que a priori se le auguraba un gran éxito. Además empezó con vocación de llegar al gran público. Pero no todo fueron alegrías. La sala, durante sus primeras sesiones apenas atraía gente. Fueron las circunstancias lo que provocó que le llegase el éxito. Las autoridades castigaron a Barraca y Chocolate a un mes de cierre por ciertos acontecimientos, situación de la cual se aprovechó Spook Factory. Nunca volvió a estar vacía durante un solo fin de semana hasta al menos 1995 o 1996. Su pinchadiscos (término muy utilizado en los 1970 y 1980), o disc-jockey, se llamaba Juanito Torpedo, y la línea musical que llevaba estaba a medio camino entre las de Barraca y Chocolate, ya que se trataba de atraer a este tipo de público.
Sin embargo, quien consiguió darle gran notoriedad a las sesiones de Spook Factory fue Fran Lenaers, que llegó poco después. El motivo fue que se trató del primer Dj que junto a una gran selección musical, empezó a integrar una gran técnica en las mezclas a los platos con ese tipo de música variada. Hasta entonces, mezclar la música blanca cuadrando a la perfección los temas rock/pop/synth/techno como hacían los disc-jockeys de música afroamericana no estaba bien visto y se solía pinchar "al corte" o mezclando los segundos finales con los iniciales del siguiente, pero no se mezclaban durante más tiempo solapados. Fran Lenaers empezó usando también temas que servirían de base para otros, e incluso experimentó mezclando un mismo tema a la vez en dos platos que le imprimía un efecto especial. Todo ello con equipos de mezcla muy rudimentarios comparados con los actuales. Además, Fran Lenaers también fue con toda seguridad el responsable de cierto cambio musical progresivo junto a su compañero y amigo Dj Tete que en ocasiones compartía cabina con Fran en las madrugadas, después de haber cerrado SUCRE. No era tan devoto del pop y el rock como de la electrónica, y su especialidad era el techno y el EBM, la maquinaria alemana o belga (de ahí el término mákina, en realidad aún muy alejado de su significado despectivo y de lo que constituía bien entrados los años 1990) eran su principal argumento musical. La guitarra aún seguía presente, con grupos que se solían escuchar en salas como Barraca y Chocolate, pero con menor importancia que antes. En esta sala era habitual escuchar a gente como Front 242, A Split-Second, Front Line Assembly, Nitzer Ebb, Clan of Xymox, Severed Heads, Psyche, Vicious Pink, 16 Bit y muchas otras formaciones de EBM y techno. Esto aún hizo ganar adeptos.
Además hubo otro factor que le aportó más éxito a la discoteca, y fue el hecho de ser la primera sala con un horario realmente amplio. Al principio empezó abriendo a las 6 de la mañana, hora a la cual recogía a gente venida de Barraca, Chocolate y otras discotecas, y de los bares de copas de la región, que por aquellos años solían cerrar muy tarde, a las 5 o 6 de la mañana muchos de ellos. Sin embargo, posiblemente por su gran aceptación se decantó por adelantar su apertura por la noche (23 horas o medianoche). Sin embargo, ante tan amplio horario, debido a la normativa vigente tenía que cerrar a primera hora de la mañana, pero solo durante media hora, y con el público dentro, las luces de limpieza encendidas y la música apagada, para retomar la sesión tras esa media hora hasta mediodía del día siguiente, aunque poco a poco ese horario de cierre fue alargándose hasta bien entrada la tarde del día siguiente. Spook Factory en sus inicios atraía a la mayor parte de su clientela los domingos de madrugada tras un sábado noche. Su clientela más especial acudía a partir de las 6 de la mañana. Sin embargo, con los años afianzó su sesión de viernes noche como su sesión principal, debido sin duda a que con los años la oferta de sábados noche y matinales de domingos aumentó drásticamente, pero no pasó en la misma medida con los viernes noche, con lo cual Spook Factory se hizo dueña de esa franja horaria. Poco a poco, debido a la pasividad o ignorancia de las autoridades en aquella época, y a los vacíos legales de una todavía inmadura legislación española a nivel de ocio nocturno, se fue obviando ese pequeño parón de media hora a primera mañana, y en los primeros años 1990 llegó a abrir cada viernes desde medianoche hasta las 4 de la tarde del sábado.
Otros disc-jockeys destacados que pasaron por Spook Factory fueron, ya en los 90, Juanmi, Carlos Rufian, Rafa Marco, Rafa Pastor, José Luis el Nano, Arturo Witten, Vicente Maffia y David Cabeza.

### Espiral
En 1983 saltó a la fama otra sala legendaria, Espiral, abierta desde finales de la década de 1970 y dedicada hasta ese año a sonidos disco, y que no se encontraba en la habitual ruta en línea recta bordeando el sur de la costa de Valencia, sino tierra adentro, en La Eliana. Sus primeros DJs en esta nueva etapa fueron dos hermanos, Quique y Juanjo Serrano, que llevaron a la sala esa variedad musical de temas de rock/pop no comercial, sonidos oscuros y electrónicos. Solían pinchar también mucha música española de la movida, además de música "barraquera", más anglosajona.
Ya a finales de la década de 1980 fue Jesús Brisa el principal DJ. La ruta se amplió pues hacia el interior del área metropolitana de Valencia. Esta sala se caracterizó por atraer a un público menos selecto, más "de barrio", por decirlo de alguna manera, pero al mismo tiempo, el público más brutal de la ruta. Además, durante sus primeros años no era tan conocida fuera de Valencia como lo eran las otras tres principales salas. Todo estaba permitido aquí. Los servicios eran compartidos entre ambos sexos. No había reglas y el "todo vale" era la tónica general. Aun así, soportaba menos problemas entre la gente de lo que lo haría cualquier discoteca actual con todo su personal de seguridad. Era considerada como la más "cañera" del momento, hasta su sonado cierre y reconversión en una versión más "light", ya bien entrados los años 1990, hechos que precipitaron rápidamente su definitiva desaparición (fue la primera de las grandes en caer). Esta discoteca disponía de una terraza con piscina. Sus principales sesiones fueron las de sábados tarde y sábados noche, mención aparte de sus habituales e inacabables maratones. Hubo otra sala de este estilo ligada a Espiral llamada Broadway, y que estaba situada en Alfafar, la cual tiempo después pasaría a adoptar otros nombres (Sucre, Amadeus, AMD). Sin embargo, al igual que pasó con salas importantes del momento como Bravatta, Isla, Éxtasis en Llombai, y más adelante Coliseum y Ku Manises, su nombre no trascendió al nivel de las más conocidas en la actualidad, al no estar ya presente en los años de mayor éxito de la movida.

### Puzzle
También en 1986, llegaría Puzzle, antes llamada New Bunker (es de suponer que antes aún fuera Bunker). Fue el mismo Carlos Simó, ex-DJ de Barraca, quien ante la mayor demanda de público, abrió como gerente esta otra sala, situada apenas unos 2 km de Barraca en la misma carretera. Se trataba de una discoteca muy moderna que aportó por entonces elementos novedosos en materia de iluminación, decoración, etc, y que además se enfocó musicalmente a sonidos más frescos, synth pop y technopop e incluso house. Por dar ejemplos, grupos como New Order, Camouflage, Cretu, T99, Boytronic, Information Society o Red Flag podrían dar una idea de cómo fue su música durante la década de 1980. Uno de sus primeros DJs fue Luis Bonías, procedente de la sala Triplex de Cullera (sala donde también recaló el DJ Frank de Espiral y desde donde llegó Fran Lenaers a Spook Factory). Tiempo después Luis Bonías pasaría a pinchar en Pacha / Arena Auditorium, y entre 1991 y 1993 fue residente en Spook Factory. Al marcharse de Puzzle, recalaron dos hermanos, conocidos como «Los Gemelos», que serían quienes le darían personalidad propia y fama a esta sala con esa música menos industrial y oscura, que también tuvo gran aceptación.
Durante sus inicios, la discoteca no atraía suficiente público los sábados por la noche, pero esa carencia no tardó en suplirse, ya que su amplio horario (acabó por cerrar cada semana alrededor de las 5 de la tarde del domingo en su sesión de sábados noche) ayudó a que se llenase de gente procedente principalmente de Barraca, Chocolate o Spook ya a partir de primeras horas de la mañana. La hora a la cual accedía el grueso del público más habitual era en torno a las 6 de la mañana del domingo. Tuvo también sesiones de domingo noche, a la que acudía gente chic y sofisticada. Mención especial la tiene su por aquel entonces famosa terraza ajardinada con sus soportales a ambos lados llenos de acuarios y con zonas para sentarse (la terraza se cubrió por el año 1994), su cabina de DJ en la sala interior en forma de torre de barras metálicas, desde donde pinchaban los llamados «Gemelos», su cafetería, en el mismo edificio, pero separada (años más tarde se integraría en la propia sala), y por ser la favorita junto con Barraca y Spook Factory del público gay.

### ACTV
ACTV, abierta en 1986, fue creada por Julio Andújar. La imagen gráfica fue de Quiqe Company, siendo uno de sus primeros DJs Fran Lenaers junto a Ganimedes. Fue liderada por otro gran DJ valenciano como fue Arturo Roger. Se encontraba en la Malvarrosa, en un edificio del año 1918 en la misma arena de una playa que aún no disponía de paseo marítimo. Estaba situada en un llamativo edificio histórico conocido como Termas Victoria, de ahí el nombre (Actividades Culturales Termas Victoria), en el cual se alojaban también con anterioridad otros locales como Tropical y en la parte superior Casablanca. Apostó en sus inicios por sonidos más frescos. Arturo Roger, como DJ de sus sesiones principales, que en sus inicios fueron las de after-hours de sábados y domingos, introducía new beat, que se trataba de algo así como una mezcla de EBM y techno con el toque de distorsión del "sonido ácido" tan en boga por entonces, y acid house. Ambas eran, como ya se menciona, dos nuevas corrientes musicales surgidas a finales de los 80 y que tuvieron gran repercusión en el llamado «verano del amor» de 1988. El new beat se extendió rápidamente por otras salas valencianas al uso como Spook y Espiral, y el acid house también pero en menor medida, principalmente en Puzzle. Ambos estilos musicales se añadieron al combinado pop, techno-pop, EBM y techno habitual de la sala. Es decir, ACTV seguía siendo una discoteca abiertamente ecléctica. Ecléctica tanto musicalmente como en cuanto a clientela, ya que reunía a uno de los públicos más peculiares de Valencia, desde personajes famosos camuflados entre el aforo a noctámbulos empedernidos.
Otros DJs posteriores a Arturo Roger, quien marchó a pinchar a Barraca, fueron DJ Josel (también DJ de la discoteca Zona), el malogrado Manolo el Pirata, que adquirió gran relevancia por su refinada técnica a los platos pinchando "al corte" y Jorge Zamora, que fue otro de los grandes Dj que residieron en la discoteca entre 1996 y 1997. Aunque la época de mayor esplendor popular de ACTV en el país coincidió con la época de la decadencia musical de la ruta, cuando esos sonidos habían derivado en música simple y embrutecida, la llamada música mákina, ya casi desde sus inicios en 1986, ACTV fue considerada como una de las principales salas de la Ruta Destroy y una cita casi obligada durante los domingos a partir de la tarde. No en vano, al tratarse durante buena parte de su existencia de la última sala importante en cerrar el fin de semana, se convirtió en lugar de reunión de la gente más importante de la noche valenciana. Tuvo sus sesiones after-hours de sábados y domingos por la mañana y tarde, entre otras, y empezó a la estela de otra sala de la Malvarrosa, situada en la misma calle Eugenia Viñes, llamada Coliseum, la cual fue liderada por Fran Lenaers y también polo de reunión de los personajes más destacados de la movida, y que tuvo notable importancia durante un par de años, si bien acabó cerrando alrededor del año 1988; e incluso el propio Clemente Martínez, ligado a Spook y NOD, intentó abrirla como NOD Coliseo. Ya a finales de los años 80, ACTV acabó especializándose y concentrando al público más "rutero" en sus sesiones de domingos tarde-noche a lunes por la mañana. Los amaneceres desde ACTV frente al mar prácticamente a pie de playa se hicieron muy populares. Otra peculiaridad de esta sala es que llegó a abrir durante una temporada los lunes por la tarde o sus sesiones de hasta 72 horas.

### NOD
NOD, también llamada Don Julio porque así se llamaba anteriormente a reabrirse (NOD no era sino una inversión de la palabra Don), con el conocido Kike Jaén a los platos y DJ Nino, fue dirigida por otro personaje importante en la movida valenciana como fue Clemente Martínez, anteriormente miembro de la plantilla de Spook, como gerente de la sala. Se abrió en 1989, y estaba situada en la misma zona interior que Espiral, al oeste de Valencia, concretamente en las afueras de Ribarroja del Turia, en medio de campos de naranjos, por lo cual ambas discotecas siempre tuvieron mucha afinidad de público. De hecho, NOD acabó actuando como after-hours de Espiral, dado que abría los domingos por la mañana su sesión principal. De destacar es el hecho de que esta sala en 1986 la abrió Toni Vidal (el Gitano) con el nombre de Bravatta, tras marcharse de Chocolate y ser sustituido por José Conca, y también estuvo dedicada a los sonidos inculcados por él mismo en Chocolate. Su éxito fue relativo, ya que no llegó a ser conocida fuera de Valencia. A los pocos años cerró, y al tiempo, reabierta como Don Julio, nombre idéntico al de un pub del mismo dueño sito en la población de Chiva donde ya pinchaba Kike Jaén. Clemente Martínez no vio este nombre nada comercial, con lo cual, al poco tiempo de funcionar la discoteca como Don Julio, decidieron quitarle al nombre la palabra "Julio", e invertir la primera. Al retirar las letras "JULIO" del letrero principal de la fachada (que iba en vertical) e invertir "DON", quedó NOD con la letra N al revés, hecho que adoptaron de forma inteligente de cara a la imagen de la discoteca.
NOD fue la principal responsable de la cultura del parking, algo bastante más allá de lo que hoy en día se conoce como botellón, y consistente en líneas generales en que cada coche se transformaba en una pequeña discoteca y barra libre (muchos no escatimaban en invertir gran cantidad de dinero en grandes equipos de sonido), mientras la gente disfrutaba recorriéndolos a lo largo y ancho del aparcamiento, bailando, compartiendo y socializando, de alguna manera, con gente de todas partes. Además, los responsables de la misma sala, junto con la iniciativa del diseñador de moda Francis Montesinos, apoyaban este tipo de ocio animando a gente ligada a la noche y de diferentes locales de ocio de Valencia a hacer paellas gratuitas en la parte posterior de la discoteca para que todo el que lo quisiera, tuviera un buen avituallamiento. Además, frecuentemente montaban fiestas en el mismo aparcamiento. Aquello resultó en verdaderas orgías de fiesta en los mismos aparcamientos de las discotecas. De hecho, a finales de los 80 y principios de los 90, podía haber tanta o más gente en los aparcamientos de las discotecas de la ruta que dentro. Este tipo de ocio fue a los pocos años intentado atajar por los responsables de las propias discotecas, debido a la cantidad de dinero que dejaban de ganar, y a la peligrosidad que provocaban estas fiestas al aire libre situadas junto a carreteras conflictivas al tráfico en fines de semana, sobre todo en discotecas como Chocolate y Heaven, junto a las cuales podían llegar a formarse interminables hileras de coches aparcados en los lados de la misma carretera, ocupando totalmente ambos arcenes, una situación casi surrealista e impensable hoy en día.

### Radio y televisión
A mitad de la década de 1980, la fama de estas salas era notable entre la gente más inquieta de Valencia, Madrid, Barcelona, Murcia, Alicante y otras ciudades, y seguía uniéndose gente gracias al boca a boca, principalmente. También gracias al aporte de los numerosos programas de televisión dedicados totalmente o en parte a la cultura musical que se habían emitido desde principios de los 80, como La Edad de Oro, Musical Express, A Uan Ban Baluba Balam Bambú, Popgrama, Aplauso, La Bola de Cristal y Tocata en TVE y Estoc de Pop en TV3, que metían de lleno a la juventud española en un panorama cultural musical muy rico, variado e incluso transgresor que hacía que mucha gente se interesase por músicas, culturas y estilos de vida no convencionales.
También fue de gran importancia el aporte de emisoras de radio, o programas de radio, que poco a poco fueron apareciendo. Pero en especial, las emisoras pirata. Muy habituales en los años 80 en Valencia, se trataba de emisoras sin licencia que emitían en el área metropolitana pero que por entonces, al no solaparse en el dial con emisoras legales (algunas en realidad sí lo llegaron a hacer), emitían con total impunidad. Cabe mencionar una de las primeras emisoras pirata, Ràdio Klara, y en especial su programa Cementerio Putrefacto, el cual tuvo una gran aceptación. Poco a poco a lo largo de los 80 y primeros 90 aparecieron muchas más emisoras pirata dedicadas a los sonidos de la movida valenciana, como Radio Láser, Radio Funny, Radio Luna, Onda Joven/Radio Estéreo, Onda Libre, Radio Límite, Radio Actividad, Radio Spektra, Radio Nivel, Radio Basca, Radio Cosmos, Radio Zona, Taquicardia Radio u Onda Golfa. Dichas emisoras fueron poco a poco apareciendo y desapareciendo durante los ochenta y principios de los 90 hasta que también fueron perseguidas y clausuradas, o algunas de ellas se legalizaron, caso de Radio Klara, Radio l'Horta y la recién incorporada Spektra fm que está reviviendo toda esta época dorada que vivió Valencia en los años 80. La cultura musical y todo lo que conllevaba también tuvo como medio de propagación los medios escritos, especialmente en fanzines. A destacar publicaciones como Barraca Magazín, Estricnina, Comida de Perros, Deportación, No Tocar o El Pene Enmascarado.
Por aquella época surgieron emisoras temáticas de estos estilos: Máxima FM, Loca FM, Flaix FM, Futura FM, Dance FM, MQM Dance, Ràdio Klara, Radio Láser, Radio Funny, Radio Luna, Onda Libre, Radio Límite, Radio Actividad, Radio Spektra, Radio Nivel, Radio Basca, Radio Cosmos, Radio Zona, etcétera. Su programación se basa en la radiofórmula especializada en la música electrónica, especialmente dance y EDM, que se combina con algunos programas especializados en música progressive, electro, bakalao, techno, house, trance, EDM, hardcore, dream, chill out y lounge. Algunas de estas emisoras solo emitían algunas horas del día programación basada en estos estilos musicales. Algunas de ellas en la actualidad siguen existiendo y otras han desaparecido.

### Extensión de la RutaDestroy
Paralelamente a la Ruta Destroy, se hace necesario mencionar que, en buena parte, esta se nutría de otros eventos, principalmente conciertos, muy prolíficos por entonces en la capital del Turia, de grupos y formaciones que se escuchaban en aquellas discotecas, tales como Killing Joke, Simple Minds, Immaculate Fools, Clan of Xymox, The Cramps y tantos y tantos otros, en salas como las propias Barraca, Chocolate, Espiral o Puzzle, y otras más pensadas para este tipo de eventos, como Isla, The Central/KU-Manises o Pacha/Arena Valencia. Es significativo el hecho de que muchos grupos extranjeros, en su mayoría británicos, tuvieran un carácter de culto en Valencia, incluso superando el éxito que obtuvieron en su tierra. Es el caso de grupos como The Cult, The Mission, Transvision Vamp, Sad Lovers & Giants, Midnight, Twelve Drummers Drumming, The Bolshoi, Danse Society y los propios Simple Minds, cuyo cantante Jim Kerr reconocía ser un habitual visitante de las discotecas valencianas siempre que podía hacerlo.
De notable relevancia también fue el hecho de que existió una cierta conexión Valencia-Ibiza durante mitad de los 80. Antes de que Paul Oakenfold y otros conocidos DJs británicos descubrieran el filón ibicenco, e Ibiza acabase siendo feudo de legiones de clubbers de aquellas latitudes, y antes de la explosión del acid house y de aquel famoso verano del amor (1988), había una cierta sincronía musical entre Ibiza y Valencia. No en vano, fueron muchos los valencianos, madrileños y catalanes habituales de la Ruta los que visitaban Ibiza en verano, con sus legendarias KU (ahora Privilege) y Amnesia como principales polos de atracción. Musicalmente, pues, hubo bastante afinidad. Antes, como se menciona arriba, de que Ibiza se especializase en la música house.
Así pues, lo que hoy en día se conoce como clubbing, movimiento de ocio o forma de vida nocturna iniciada a principios de los 80 en Mánchester y su famosa The Haçienda (dicho movimiento en esa ciudad se llamó Madchester), tuvo sus orígenes a nivel español en Valencia, aunque esa palabra realmente no se usara por aquel entonces en España. De hecho muchos son, incluyendo bandas y productores británicos que pisaron Valencia en esos años, los que hablaron de grandes paralelismos entre ambos movimientos a finales de los años 80, con las principales diferencias de que en el Reino Unido la música era prácticamente autóctona y propia y se basó mucho en un tipo de fiestas clandestinas llamadas rave, mientras que Valencia estaba totalmente abierta a música importada de muchos países de Europa, como el propio Reino Unido, Alemania, Bélgica, Países Bajos, Italia, etc., y también de Estados Unidos, Canadá y Australia, y las discotecas tuvieron un peso mayor.

## Explosión (1991-1993)
A partir del año 1987, Valencia empezó a llamar gradualmente y cada vez más la atención de gran parte de la juventud en España por sus horarios interminables, por la gran armonía existente y la tremenda libertad que se respiraba, sin apenas presiones de ningún tipo a nivel político, social o policial, y por ser el único lugar en el país en pinchar un combinado de música electrónica vanguardista de aquella época junto con pop/rock independiente de importación. Estos estilos genéricos englobaban principalmente EBM, música techno-industrial para pistas de baile, pop/rock de corte gótico y en su mayoría británico, dark wave, post-punk (también llamado afterpunk), techno, synth pop, tecno-pop, new wave, new beat, acid house, etc.
Desde los inicios de la "ruta", con grupos como Bauhaus, Joy Division, Birthday Party, Classix Nouveaux, Visage, Blancmange, Comsat Angels y Devo, poco a poco fue derivando en música menos guitarrera y más electrónica, hasta finalmente, y fundamentalmente a partir de 1993, vulgarizarse con música dance rápida y de poca calidad producida autóctonamente en estudios con pocos recursos, o bien importada en su mayoría de Italia y Países Bajos. Sin embargo, dentro del grupo de discotecas de la "ruta", cada una llegó a tener algún estilo peculiar que la diferenciaba del resto, como Barraca, que fue la que más apostó por el pop, con un marcado acento en el pop/rock con cierto sentimiento de romanticismo, mientras que Puzzle lo hizo por el synth pop y el technopop, Chocolate por lo siniestro y la psicodelia, ACTV por el acid house, Spook Factory por el techno o Espiral como un gran compendio de todo. Con los años estas tendencias fueron evolucionando en cada una de estas salas, de forma que Barraca evolucionó hacia un sonido house, pop y techno-pop con buena presencia de vocales desterrando prácticamente por completo las formaciones de guitarra, algo que también haría el resto de salas, Chocolate y Spook Factory haciendo un sonido más radical e industrial que las convirtió en abanderadas del llamado "bakalao", que empezó englobando a los estilos más electrónicos y contundentes de finales de los 80, con grupos de techno, new beat y EBM/industrial con ritmos muy marcados como Signal Aout 42, Micro Chip League, Invincible Spirit, Fini Tribe, Tribantura y Renegade Soundwave.
A caballo entre los años 80 y 90, fueron apareciendo nuevas salas, de importancia relevante, pero todas y cada una girando al son que marcaban las más veteranas. Discotecas como Heaven, anteriormente llamada Pomelo, pequeña sala cavernosa cercana a Puzzle, pero más contundente y embrutecida, la cual tenía uno de los aparcamientos más activos, provocando verdaderos quebraderos de cabeza e incluso caras de incredulidad a los sufridos domingueros que pasaban junto a ella por la carretera de El Perelló rumbo a sus apartamentos, y cuyas principales sesiones eran las de domingos a partir de la mañana. Villa Adelina, junto a Barraca, que no era sino un chalet con una amplia terraza que la hizo famosa. Zona, discoteca perteneciente al eje Espiral-NOD, la cual se hizo realmente peculiar porque se especializó en sus sesiones de lunes por la mañana, que podían alargarse hasta el martes de madrugada (algo impensable hoy en día en una discoteca de esas dimensiones), y donde atraía a quienes trabajaban durante el fin de semana en la noche o en la hostelería, no solo de Valencia, sino también de ciudades más alejadas como Madrid con Attica entre otras y Barcelona (en estas ciudades no existía nada igual a esa escala para este tipo de trabajadores), y también a la gente que todavía aguantaba la fiesta, generalmente gente muy desfasada pero no conflictiva. El Templo, ubicada en Cullera, no muy lejos de Chocolate, baluarte del popular Chimo Bayo, impactante visualmente por sus aires industriales de refinería que emergía de entre los campos de arroz, y cuyas sesiones eminentemente EBM, new beat y techno las combinaba con ratos de alentamiento a sus fieles seguidores, y de acompañamiento musical-vocal, a través del micro. Por este motivo, esta sala tuvo su público fiel, pero también sus detractores. Chimo Bayo, popular gurú de la época, DJ, productor y leyenda, años antes había dirigido otra sala ligada musicalmente a la ruta (no en vano podría ser incluida), aunque algo más alejada, la discoteca Arsenal de Oliva, un municipio valenciano junto a Gandía, abierta desde 1986. El Templo mantuvo su éxito durante relativamente poco tiempo, fiel reflejo del éxito de la imagen de casa, Chimo Bayo, y acabó cerrando cuando la imagen de éste decayó, reabriéndose como NOD Cullera, sala que realmente no consiguió cuajar.
Otras salas dignas de ser mencionadas, por su cercanía a Valencia, y por lo tanto a las salas más importantes, y donde mucha gente alternaba entre unas y otras, fueron KU Manises (liderada por su DJ Víctor Pérez), que en sus primeros años a mitad de los 80 recogía a gente procedente de otras discotecas a últimas horas de la madrugada y se convirtió en una de las principales salas de conciertos. Además durante una temporada se conoció como The Central. La política musical de esta sala fue siempre de dominio absoluto del pop/rock alternativo, el synth pop y el pop/rock gótico (popularmente dicho como "guitarreo") sobre los estilos electrónicos como el techno, el EBM y el new beat, que tenían un papel mucho más secundario o casi inexistente en esta sala. Con los años, especialmente a partir de los 90, en los cuales el "guitarreo" estaba desapareciendo, fue una discoteca donde se echaba mano de los clásicos más que en ninguna otra sala, hecho que la convertiría en iniciadora y abanderada del movimiento remember que se formó años después y que se extendería por las principales ciudades de España, y que rescataba la música de la época dorada de la movida valenciana. La discoteca Isla, en l'Alcudia, más conocida por sus importantes conciertos, pero con sesiones de música de la movida desde mitad de la década de 1980. Esquema, cerca de Isla, en Massalavés, donde Arturo Roger, DJ de ACTV, también pinchaba un excelente combinado musical los sábados noche, aunque más ligero que el que le hizo famoso en ACTV. Amadeus (o AMD) situada en Alfafar, junto a un importante centro comercial, la cual antes se había llamado Broadway, donde pinchó DJ Frank, uno de los primeros DJs de Espiral, y después Sucre donde estuvo Dj Tete como residente (quien luego inauguraría Bananas Maxi disco) y que hacia matinales en Spook con Fran Lenaers cuando cerraba las sesiones de Sucre. Siempre se trató de una sala muy frecuentada por las tribus urbanas del área metropolitana. El Torero, bar de copas con terraza junto a Spook Factory (en el mismo aparcamiento), con música más cañera que esta, que empezó siendo un bar de música rock, y se convirtió en una pequeña sala que la complementaba, lo mismo que Tropical, en el mismo edificio que ACTV, donde la gente se preparaba para entrar en ACTV o se relajaba entre salida y entrada. Galaxy, muy cerca de Espiral y Zona, también en la zona interior, al igual que Karma, una pequeña sala con forma de pirámide. Banana's, macrodiscoteca -inaugurada por Dj El Tete- quien la dirigiría sus dos o tres primeros años haciendo de ella una de las salas más importantes de aquella época (posteriormente El Tete estuvo muchos años en Arabesco como Dj residente en la pista principal). Banana's estaba situada en Sollana, cerca de Sueca, con una enorme terraza-jardín descubierta que en sus inicios en 1987 estuvo dirigida a gente del mismo estilo que Puzzle, con música synth pop y tecno-pop. Resaca Playa, primera gran terraza de verano en Valencia, situada junto al mar, en la pedanía de Port Saplaya, perteneciente al municipio de Alboraya, que durante los meses de estío empezó a atraer, sobre todo los jueves noche, a "ruteros" habituales.
Ya en 1991 llegó a producirse un verdadero movimiento social de dimensiones extraordinarias. Más de 30 000 jóvenes de todas partes del país se congregaban solo en las diferentes discotecas de la Ruta Destroy, en torno a la ciudad del Turia, para pasar fines de semana inolvidables. Se habla de 50.000 en sus fines de semana más relevantes.[cita requerida] Muchos de ellos hacían casi cada semana cientos de kilómetros solo por vivir la llamada fiesta valenciana, también conocido como festival valenciano. Adicionalmente, empezó a hacerse muy común el hecho de fletar autobuses desde cualquier punto de la península para un desplazamiento más cómodo y barato junto con gente del mismo sitio. Pero aunque este año y el siguiente marcaron el final de una época gloriosa, el boom de jóvenes llegados de todas partes continuaría hasta 1994. A partir de 1995 el descenso fue en picado.

## Decadencia (1994-1996)
A partir de 1992, los medios de comunicación empiezan a hacerse eco de forma masiva de este movimiento. Desde 1993, los despliegues policiales empiezan a abundar, empieza a haber una gran alarma y presión social sobre este movimiento de ocio por parte de los medios, e incluso de los políticos. De hecho, mientras el término Ruta Destroy fue acuñado por Vicente Pizcueta, otro gurú de la noche valenciana y responsable principal de Barraca, el término Ruta del Bakalao fue, en cambio, el que se terminó imponiendo, usado por los medios de comunicación como modo de dar nombre a uno de sus principales caballos de batalla, a raíz de la palabra bakalao, que ya venía usándose junto con mákina desde años antes para denominar a los subgéneros de música electrónica de baile techno y EBM.
Otro factor que tuvo relativa importancia en la satanización de la Ruta por parte de la sociedad, fue el crimen de Alcàsser, en el que tres adolescentes fueron raptadas cuando se dirigían a una conocida sala de Picasent llamada Coolor, una de las muchas discotecas de pueblo que por entonces existían. La prensa valenciana se apresuró a extender de manera obsesiva que el principal secuestrador y asesino de las «niñas de Alcàsser», Antonio Anglés Martins, era un habitual visitante de las discotecas del bakalao.
Así pues, la música comienza a ganar bpm (revoluciones) y perder calidad. Los años 1993 y 1994 siguen atrayendo masas ingentes de jóvenes, aunque va siendo gente con menos inquietudes sobre la calidad musical, seriamente mermada. La gente variada, los peinados y looks extraños y ochenteros, que aún pervivían hasta 1992 o 1993, el cuero, las camisas estridentes y la ropa llamativa, van dejando paso rápidamente al corte de pelo al rape, los grandes aros en la oreja izquierda, las zapatillas, los chándales, y las bombers a modo de ejército clónico.
Se ponen de moda nuevas salas relativamente cercanas a Valencia que apuestan directamente por atraer el clima de cordialidad, libertad y buen rollo, pero dejando directamente el nivel musical en un plano secundario, y atrayendo principalmente a gente muy joven, de 18 a veintipocos años. Es el caso de salas como Límite Local en Puebla de Vallbona y Alkimia en Játiva, anteriormente conocida como l'Almàssera. En la provincia de Castellón estuvieron Punto Rojo en Moncófar, uno de cuyos responsables fue de nuevo Chimo Bayo, Industrial en Vall de Uxó y Masía en Segorbe. Incluso Melody en Casas-Ibáñez (Albacete), junto al límite con la provincia de Valencia, sala que tiene cabida en el artículo ya que fue un lugar donde cientos de valencianos, manchegos, etc., hacían acampadas en sus inmediaciones alternando con las sesiones en la propia sala. Aparecen muchísimas salas más en la zona valenciana, entre salas nuevas y otras que ya existían pero se quieren subir al carro de la música bakalao/mákina. La mayoría de ellas no pasaron de ser meros sucedáneos.
En 1994 se podría decir que la calidad musical en casi todas las discotecas del movimiento había desaparecido, salvo excepciones, como la sala The Face, una preciosa sala con una cuidada decoración, llamada anteriormente Dreams Village, de gente bien. Fue la última incorporación importante al movimiento, y un verdadero oasis clubber en una Valencia decadente, lugar en el cual se volvió a impulsar el house, principalmente el progressive house, y donde aún se podía disfrutar de sesiones largas hasta la una de la madrugada, o en Puzzle, que siguió sus pasos tras una reconversión musical. Aunque también es cierto que el horario de Puzzle fue siendo recortado paulatinamente para contentar a los políticos y ciudadanos, pasando de ser una discoteca eminentemente after-hours, al cerrar a las cinco de la tarde y atraer a su principal público a partir de las seis de la mañana, a comenzar a llenarse antes, dada la pérdida de otros lugares preferidos por la gente, y cerrar a la una del mediodía, años más tarde a las doce, luego a las diez y así hasta las nueve de la mañana, ya a finales de los 90. También estaba el caso, ya mencionado anteriormente, de Ku-Manises, que empezó a rescatar los años más gloriosos de esa época con el llamado remember, y otras salas que se sumaron a esta iniciativa.
El buen ambiente que caracterizó a Valencia se empieza a perder, llegando en 1996 a su fin con sonados cierres, como el de un olvidado Spook Factory, cuyo aparcamiento ya semi vacío realmente lo ocupaban en su mayoría habituales fieles del bar de copas El Torero, situado dentro mismo de dicho aparcamiento y dedicado a makina dura. Tanto fue así aquella decadencia, que ahora en España el término Bakalao o Bakala se usa solamente como modo despectivo, o mal utilizado para referirse a la música electrónica acelerada y simplista, y a sus seguidores. Posteriormente aún quedaron o aparecieron reductos de calidad en cuanto a música electrónica se refiere, como la propia The Face (marcó su estilo musical con sus Djs Arturo Roger, Manolo el Pirata, Coqui Selection, Nacho Ortiz, Paco Cuevas, Miguel Ortiz, Pau Thomas, Víctor Pérez y sus tres ambientes: El Cielo, 99 Calamares y su pista principal The Face con sus fiestas Ministry Of Sound,)con las salas de Ibiza Pacha, Space y sus Djs, etc. Caballito de Mar, desaparecida terraza, ya también mítica, y refugio de antiguos ruteros veteranos y de personajes populares, y situada en la playa de Las Arenas, con un house muy apto para bailar al aire libre frente al mar y acariciado por su brisa. Planet Valencia, en la antigua discoteca Wiggle de Albal, intento por parte de Chimo Bayo de reflotar un movimiento ya casi hundido en una sala con aspecto bastante industrial. Por aquel entonces y a partir de ese año triunfan, por encima del resto de discotecas, ACTV y Límite Local, entre los nuevos "ruteros", gente joven atraída por la antigua fama de la Ruta. La herida era tan evidente, que frente a las populares sesiones dominicales de ACTV, con mákina dura, reapareció en la misma sala otra alrededor de 1996, la de viernes noche, recuperando el techno de calidad y no tan revolucionado, pero finalmente no consiguió el éxito deseado. Algunas otras discotecas empiezan una etapa de serios vaivenes o cierres y reaperturas por falta de interés, caso de Barraca, mientras otras, de forma paulatina, empiezan a desaparecer definitivamente, como Espiral, Zona, Heaven, NOD, Spook Factory, etc., hasta dejar de existir la Ruta como tal, mientras otras discotecas sobrevivirán a la desaparición del movimiento por diferentes caminos: bien mantendrán su relativo éxito musical durante unos años, como The Face y Puzzle, gracias a la música house, o bien se desviarán musicalmente a géneros dirigidos a público extremadamente joven, como el happy hardcore y el hard house, muy alejados musicalmente de las dos primeras, caso de Chocolate, y en suma, todas ellas muy alejadas del esplendor que tuvieron años atrás.
La droga conocida vulgarmente como éxtasis (MDMA), que hizo acto de presencia en Valencia desde 1987 y 1988, llegado desde Ibiza y los Países Bajos, empieza a causar estragos en las discotecas debido a que es consumido en dosis cada vez más masivas. Aunque en los años 1994, 1995 y 1996 aún se respira un ambiente cordial entre la gente, al menos entre las salas donde aún persiste la variedad de gentes, caso de Puzzle y The Face, poco a poco es evidente el cambio de actitud de la clientela, sobre todo en salas como Chocolate, con toda seguridad la sala de la Ruta Destroy con la peor evolución musical.
La pérdida de pureza de la droga y otros factores, como la atracción de gente conflictiva, ocasionan cada vez más problemas de peleas y mal ambiente. Muchos de los trabajos de puerta de discotecas se les empieza a encomendar a individuos agresivos que realmente aumentan la sensación de inseguridad.
En definitiva, ya a finales de los 90, casi ninguna sala dedicada a sonidos derivados y evolucionados de esta movida (sonidos ya minoritarios), es capaz de superar con éxito la prueba hoy en día difícilmente superable del ambiente de casi absoluta cordialidad, y la violencia y la agresividad empiezan a ser una tónica habitual en esa clase de locales.

## Horarios y recorridos
El regreso de los "ruteros" podía demorarse en ocasiones hasta el lunes por la noche (como se menciona anteriormente, hubo una discoteca llamada Zona dedicada casi exclusivamente a su sesión de los lunes por la mañana); del mismo modo que las salidas podían adelantarse al jueves. Mención en este caso para discotecas como Acción, Metrópolis y Delfos, como salas eminentemente de jueves noche para muchos "ruteros". Estas discotecas de ciudad, que durante los años 80 y principios de los 90 abrían también las noches de entre semana (en aquella época no era un hecho extraño el salir alguna noche de entre semana para cualquier persona amante de la noche), servían tanto los lunes tarde-noche como jueves noche como inicio/fin de semana para mucha gente. En muchos casos, la gente que salía "de ruta" ni siquiera contrataba alojamiento en Valencia, si es que venía de fuera, y muchos no volvían a casa, si vivían cerca, sino que literalmente pasaban las 72 horas del fin de semana "de fiesta" en los locales, salvo pequeñas pausas para dormir o comer algo, muchas veces en el mismo coche o en los aparcamientos de las discotecas. También se empezó a hacer frecuente la costumbre de salir de fiesta por la mañana, tras haber dormido por la noche.
Las rutas más habituales durante un fin de semana eran (separando entre barras "/" las principales sesiones en salas abiertas durante el mismo horario, y poniendo en negrita las más destacadas de entre esas sesiones importantes):
- Jueves noche: Acción / Metropolis
- Viernes noche: Spook Factory / KU-Manises / Heaven / The Face / El Torero
- Mañanas de sábado: ACTV / Spook Factory (cont.)
- Sábado tarde: Espiral / ACTV (cont.)
- Sábado noche: Barraca / Chocolate / Espiral / Ku-Manises / The Face / Spook Factory / Puzzle / ACTV
- Mañanas de domingo: Spook Factory (cont.) / Puzzle (cont.) / Heaven / NOD / The Face (cont.) / El Templo / ACTV
- Tardes de domingo: Barraca / Villa Adelina / ACTV / NOD /Límite Local
- Noches de domingo: ACTV (cont.) / Puzzle / Barraca / The Face
- Lunes: NOD / Zona / ACTV
- (cont.) -> misma sesión que la franja horaria anterior con continuidad en la siguiente.

Esta tabla muestra cómo la franja horaria de mayor ebullición en las salas de la movida valenciana iba desde altas horas de la madrugada del domingo hasta bien entrada la tarde del domingo. Aunque realmente entre 1987 y 1993 estas pautas variaron de forma notable. Por ejemplo, la sesión de madrugada de los domingos de Spook Factory se debilitó hasta desaparecer, mientras que los domingos noche/madrugada de lunes se hicieron cada vez más populares. O con el cierre de la sala Zona, NOD recogió su testigo para las sesiones de lunes.
Esta actividad "rutera" solía ir acompañada del consumo de drogas, y por tanto aumentó la peligrosidad vial en las carreteras por las que transcurrían los desplazamientos. La brutal alarma social generada por la "Ruta del Bakalao", que llegó a provocar debates televisivos de gran audiencia, hizo que las autoridades decidieran tomar medidas de represalia contra los locales, en forma de controles de horarios y permisos, e incluso clausurando algunos de ellos, de formas más o menos represivas e injustas. De hecho salas como Zona, Heaven, ACTV y NOD fueron clausuradas por supuestas irregularidades en sus edificios y otros motivos no demasiado honestos, y sin embargo pasado un determinado tiempo volvieron a funcionar tal cual con diferentes nombres, y un tipo de gente más "light". Todo esto, en suma, produjo un declive paulatino en los desplazamientos por la "ruta", en favor de las macrodiscotecas de la periferia, las de la propia capital, y las raves, y que la gente venida de otras regiones dejase de acudir.

## Las drogas y su relación con la ruta
La compra-venta de éxtasis (MDMA) en España se aprecia ya en 1987 y 1988. Antes de esos años, circularon cápsulas que se vendían en algunas zonas, ciertos comprimidos de aparente valor psicodélico, y diversa denominación y contenido, como las que en la costa levantina se vendían como mescalina y que, analizadas por laboratorios especializados, suelen contener MDA y otros congéneres o sucedáneos.
Ministerio del Interior

El tema de las mescas está resuelto completamente. En primer lugar te puedo decir que muestras de mescalinas de la época se analizaron (pagando y muy caro) hace unos cuantos años, y que el resultado fue 150 mg. de MDA y 250 mg. de cafeína. También en '«Drogas y cultura de masas», de J. C. Usó, se explica que la Conselleria de Juventud (o similar) de la Comunidad Valenciana dijo que era MDA. Por otra parte, la droga de los primeros años 1980 en todo el mundo era el MDA, las píldoras del amor. Por lo que sea, me imagino que motivos comerciales, dada la poca cultura psicodélica de este país entonces, se bautizaron como mescalinas, y se presentaron en un formato con cafeína, para que diera más marcha (al igual que pasa con los éxtasis, algunos tienen efedrina, anfetamina o cafeína).

No se puede hablar de la movida discotequera valenciana sin hablar de las diferentes drogas que por ella circularon en sus diferentes etapas. En aquella época, la droga era vista por algunas personas más como un vehículo para la evasión que como un fin en sí mismo, y estaba más idealizada y menos estigmatizada que actualmente, con lo cual casi todo el mundo de este ambiente participaba de ella[cita requerida]. Uno de los ingredientes esenciales por los cuales en estas discotecas se respiraba un ambiente poco propicio a los problemas entre clientela y por los cuales era habitual entablar conversación con cualquier desconocido eran las drogas, y el tipo de droga[cita requerida]. El alcohol no se consumía en dosis exageradas en estas salas, y la cocaína era una droga casi inexistente en este tipo de ambientes, dado que se trataba de una droga consumida por otro tipo de gente, generalmente gente rica o esnob, o en ambientes donde el sexo jugaba un papel más importante[cita requerida]. Sin duda la droga más destacable dentro de la movida valenciana fue la "mescalina valenciana", popularmente conocida como "mesca" o "chufla". Según algunos estudios, estaba compuesta por MDA o "droga del amor", en inglés llamada "Hug-Drug" (droga del abrazo), por tener unos efectos tendentes a "querer a todo el mundo". Se trataba de un derivado anfetamínico parecido en su estructura al MDMA o éxtasis, pero con un marcado efecto alucinógeno cercano al LSD (esos efectos alucinógenos se componían principalmente de visión de fractales y saturación de los colores), que a dosis altas podía llegar a ser disociativo (disociación de mente y cuerpo), y normalmente iba cortada con cafeína u otros tipos de anfetamina más energizantes, como las centraminas o las dexedrinas, anfetaminas muy comunes en aquella época. Otros afirman que se trataba de un compuesto con una mezcla "ácido-anfetamínica", más concretamente, una mezcla de centraminas y dexedrinas, junto con la dietilamida del ácido lisérgico (LSD). Supuestamente, su relativa similitud con la verdadera mescalina extraída del peyote hizo que adquiriese dicho nombre popularmente. Sin embargo hay quienes afirman que se trataba de la verdadera mescalina de peyote, pero lo más probable es que la mescalina de peyote también se comercializase por aquel entonces, pero en cantidades mucho menores, por gente que quería aprovechar el tirón de la "mesca" y que pensaba que ambas eran lo mismo. Pero lo cierto es que la mescalina de peyote suele provocar como efectos colaterales fuertes náuseas y vómitos además de los efectos de gran euforia, ebriedad y alucinaciones que proporcionaba la "mesca". La hipótesis más probable es la primera, ya que son varios los estudios que así lo afirman[cita requerida]. Esta sustancia se presentaba prácticamente en su totalidad en forma de cápsulas, principalmente de color verde, pero también rojas.
La existencia de la "mesca" valenciana fue relativamente corta, entre 1983 y la Navidad de 1988, cuando desapareció casi repentinamente, aunque es un hecho que hasta finales de la década de 1980 y principios de los 1990 seguían apareciendo muy raramente partidas de aquellas cápsulas verdes, pero a precios desorbitados. Las hipótesis por las cuales la "mesca" desapareció de esa manera, dado que los motivos no están claros, son varias. Quizás el principal factor fue la aparición de otra sustancia anfetamínica, el sulfato de anfetamina, conocido popularmente como "speed". Esta sustancia era más barata de producir y de comprar. De hecho el precio de la mescalina sufrió una gran escalada hasta colocarse a precios prohibitivos, sobre todo se dice a raíz de la popularización de la canción de Los Rebeldes "Mescalina" (1986), lo que daría pie a que los consumidores de drogas se decantasen por otras sustancias. Además, el "speed" proporcionaba supuestamente mayor efecto contra el sueño, y eso era un factor importante en una época en la cual los horarios se iban alargando de forma desmedida. Proporcionaba una sensación de euforia parecida, y un mayor efecto energizante que imprimía al cuerpo más velocidad, hecho más idóneo para las BPM (revoluciones por minuto) de segunda mitad de la década de 1980. Por el contrario, carecía de la sensación de falsa ebriedad y de las alucinaciones. Esta sustancia, consumida mayormente como polvos blancos por las fosas nasales, fue la principal sustancia consumida entre 1986 y 1988, año en el cual hizo aparición en la escena valenciana el MDMA o éxtasis.
El éxtasis llegó procedente de los Países Bajos y también estaba presente en Ibiza. Empezó siendo comercializado en forma de unas pequeñas tabletas de color marrón conocidas popularmente como "inflones". Con el tiempo se comercializarían como pastillas en una gran variedad de colores y símbolos impresos. Poseía cierto carácter alucinógeno en el aspecto de que parecía "abrir la mente a los sentidos", dando la impresión de que los sentidos se agudizaban.
Estas tres fueron las principales sustancias consumidas en las principales discotecas de la movida, pero otras como la marihuana y el hachís, o el LSD (los populares "tripis") también solían verse, aunque con bastante menor frecuencia, dado que o bien relajaban, o bien desconectaban de la música.

## Consecuencias y situación actual
Actualmente sobreviven algunas salas, como la mítica veterana Barraca que con 50 años a sus espaldas y tras varios cierres de breves periodos de tiempo, continúa en pie, aunque con una música y un ambiente muy diferente al que la popularizó a mediados de los años 1980, ya que actualmente es la abanderada del movimiento techno en Valencia. Spook Factory volvió a abrir en 2005 con notable éxito con el nombre de Spook Club Vlc, fue sustituida por Space Valencia un año, para echar el candado y nuevamente en septiembre de 2008 retomar el nombre de Spook Club Vlc.
En el verano de 2004, un after abría sus puertas desde las 9 de la mañana del domingo y cerraba a las 3 de la madrugada del lunes, en las instalaciones de la discoteca Bananas, que devolvió las ganas de salir de fiesta e hizo que mucha gente eligiera Valencia como destino preferido para sus vacaciones de verano en lugar de visitar Ibiza, este after se llamó Friends. Su director, Michel, contó con la colaboración de mucha gente con gran experiencia en el mundo de la noche, con Eddu Reig, Salva Cotanda y Nacho Penadés como Djs residentes. Grandes nombres del panorama internacional como Carl Cox, pasaron por esa terraza que se caracterizaba por combinar buena música con zona recreativa dotada de piscina. Se llegó a decir que Friends plasmaba lo que en su día fue la ruta del Bakalao. Hubo sesiones "Non Stop" que superaron los récords de asistencia de una discoteca en el territorio español superando así a las fiestas de Ibiza. Elegido como final de fiesta del Campeonato de Motociclismo, Valentino Rossi pudo disfrutar de una de sus sesiones rodeado a pie de pista de multitud de sus seguidores. Pero como todo en Valencia, las autoridades no tardaron en comenzar a recortar su horario consiguiendo su cierre definitivo en 2006. Puntualmente abre en sesiones especiales.
También sigue en cierto modo Chocolate, la cual reabre muy puntualmente en ocasiones especiales, y que actualmente está dedicada a sonidos muy radicales como el hardcore y el schranz. Otra de las que sobrevivió hasta finales de 2007 es Puzzle, fecha en la que fue clausurada, para reabrir posteriormente, y ser cerrada definitivamente el 31 de octubre de 2011. Pero al fin y al cabo, estas salas hoy en día no son sino sombras difusas de lo que fueron, en aspectos de renombre, fama y reputación.
Otras salas por el contrario se renovaron, cambiaron de nombre, dueños y/o estilo musical, caso de Heaven, ACTV, NOD, Zona o Industrial Society y otras nunca volverán a existir, caso de Espiral y Punto Rojo, cuyos edificios fueron demolidos.
Las consecuencias de la decadencia de la noche valenciana fueron realmente desastrosas. A partir del año 1996 nadie de fuera de Valencia apostaba por lo que antes era un sueño. Debido principalmente a la radicalización y banalización musical, y a la presión ejercida, Valencia se desinfló. La recuperación fue muy costosa, y no llegó hasta ya entrado el nuevo milenio, cuando sangre nueva, con ideas nuevas, volviendo a apostar fuerte por los sonidos de calidad y cuyo trabajo se remontaba a mitad de la década de 1990, empezó a obtener sus frutos. Gente que, a diferencia de la Ruta Destroy, no poseía las discotecas, sino que las alquilaba para montar sus propios clubs, o directamente montaba sus propias raves.
Esta vez se trataba de techno actual, sonidos electrónicos minimalistas, drum & bass, electro y hip-hop renovados, y otros sonidos vanguardistas. Cabe pues destacar la meritoria labor de colectivos y promotores como Comunidad Oscura, que continúan desde 1989 con su máximo representante Mortis Dj ofreciendo fiestas y conciertos dedicadas a los sonidos de la ruta en las cuales están presentes DJs tan representativos como Fran Lenaers, Dj Frank, Kike Jaen, Miguel El Divino o el mismo Mortis Dj, UHF, productora del imprescindible Le Club, a día de hoy un club de referencia internacional. .beat (puntobit), quienes volvieron a resucitar Barraca, Groovelives y sus coloristas y peculiares clubs y fiestas, o los desaparecidos Dynamic y Gorila Club, y más adelante lo que ha sido un verdadero renacimiento en Valencia, aunque eso sí, a una escala mucho menor de lo que fue en su día la Ruta Destroy, pero aportando la suficiente variedad y calidad musical que una ciudad como Valencia se merece, y ante una legislación y una política más hostil. Promotoras y colectivos a añadir a los anteriores son Educative Sounds, Dskonnect, Minimalistik Girl, Komakino, RESISTE, Nightplanning, Grupomelatrago, Nomenklatura, Utopía, Love Reactor o Bassline Abuse, entre otros.
Sin embargo, por diversos factores, tales como la más compleja y mucho menos permisiva legislación actual en materia de ocio nocturno, debido al mucho mayor control policial, a la mayor concienciación social contra las drogas y el conocimiento de sus efectos a corto y largo plazo, a las diferentes circunstancias políticas: recordemos que los 1980 fueron los años de la "alegría y la libertad" tras el franquismo y la transición; y de cambios sociales:  muchas opciones alternativas a la discoteca, o a la marcada influencia de la moda y el culto al cuerpo por encima de otras convicciones; y como otro factor decisivo, debido también a la menor conciencia "discotequera", es muy improbable que se vuelva a repetir en España una situación similar.
Atrás quedan en el recuerdo nombres, algunos de ellos míticos, como Barraca, Chocolate, Spook Factory, El Torero, Espiral, NOD, Puzzle, ACTV, El Templo, Heaven, Zona, Galaxy, Villa Adelina, Arsenal, Looping, Coliseum, Acción, El Torero, Metrópolis, Chapulín, Oggi, Delfos, Yucas, Ufo's, Dreams, etc.